# لوا تاره
لوا تاره (لتونیایی: Ieva Tāre؛ زادهٔ ۱۵ مارس ۱۹۷۴) بازیکن بسکتبال زن اهل لتونی است. وی در بازی‌های المپیک تابستانی ۲۰۰۸ شرکت کرده‌است.